# Zarja

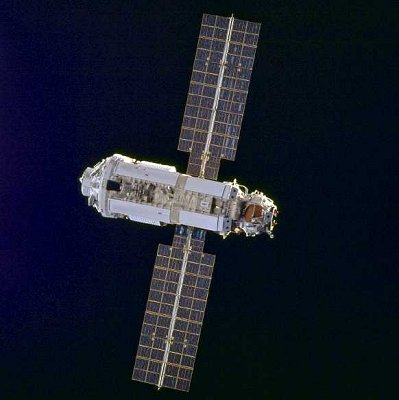
A Zarja modul

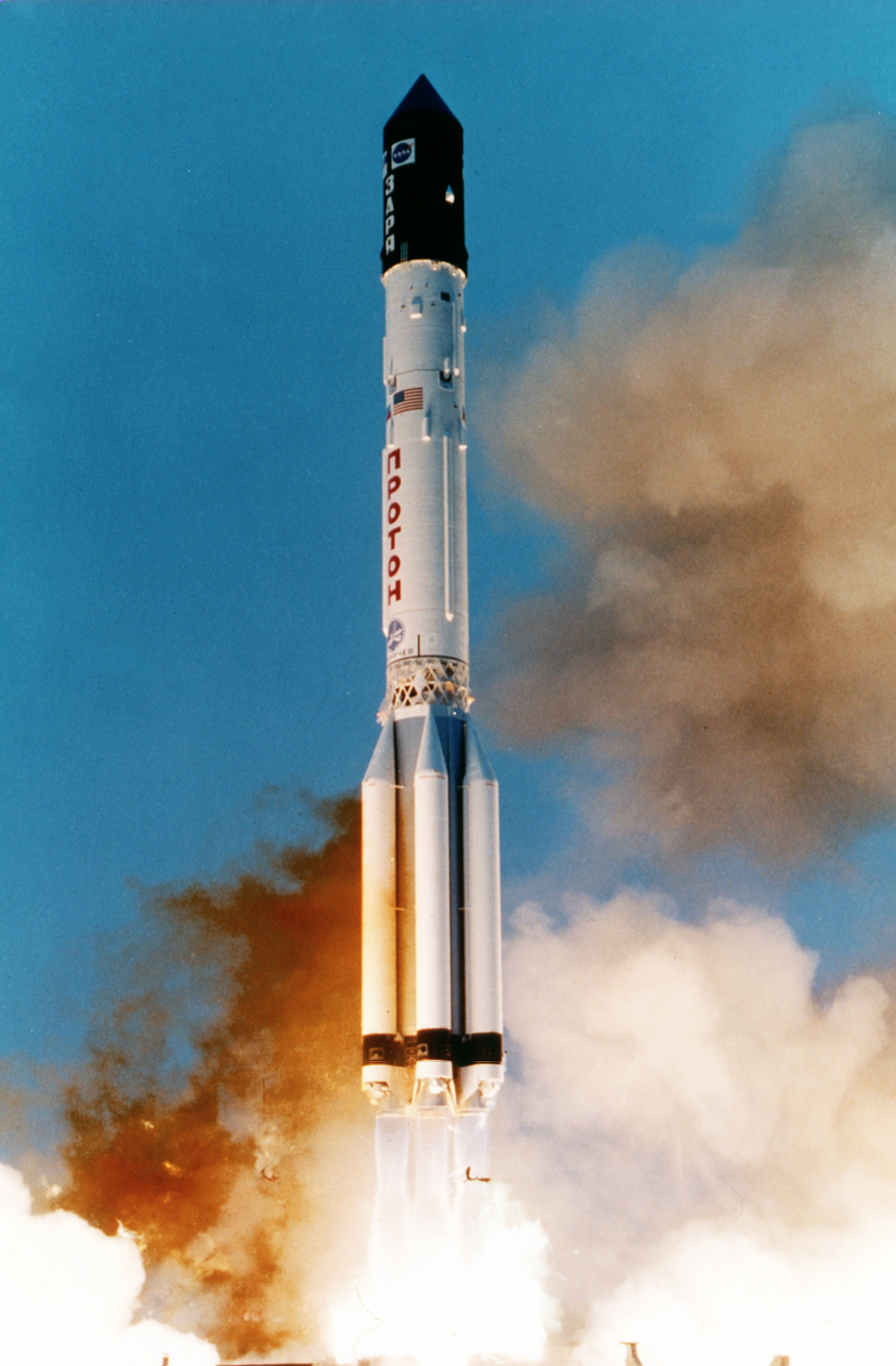
A Zarja modul indítása egy Proton-K hordozórakétával

Az Zarja a Nemzetközi Űrállomás első, amerikaiak által finanszírozott, orosz gyártmányú egysége. Feladata az űrállomás energiaellátásának és manőverezésének biztosítása, emellett tárolóhelyül szolgál. A modult a TKSZ katonai szállító űrhajó megépített, de fel nem használt példányából alakították ki.

## Repülés
1998. november 20-án reggel a bajkonuri űrrepülőtérről egy Proton-K hordozórakétával indították. 185–354 kilométer magas, 51,6° hajlásszögű és 90 perc keringésidejű Föld körüli pályára állt, majd kinyíltak az antennák és a hatalmas, 24 méteres fesztávolságú napelemtáblák.
Az új modult az orosz és az amerikai irányító központokból két hétig tesztelték, s az első egység kiválóan vizsgázott. Energiatermelése a vártnak megfelelő volt, a hajtóművek kifogástalanul működtek, és távirányíthatósága is nagyon jónak bizonyult. Kisebb problémák természetesen adódtak: két – a jövőbeni automatikus dokkoláshoz szükséges – szalagantenna nem nyílt ki, s a hat fedélzeti akkumulátorból az egyik hibásan működött. Ezután többszöri pályakorrekcióval a Zarja 390 kilométer magasságú, úgynevezett dokkolási pályára állt, és várta az első látogatókat.
A Zarjára 1998. december 7-én kapcsolták rá az Endeavour űrrepülőgép (STS-88) űrhajósai az Unity modult.
A modul a kezdetben az űrállomás „mindenese” volt, biztosította az energiaellátást, meghajtást, tárolási funkciókat látott el; az állomás kiépülésével fokozatosan raktár szerepbe kerül.

## Adatok
- Tömeg: 19,3 tonna
- Hosszúság: 12,56 méter
- Szélesség (napelemtáblákkal): 24 méter
- Átmérő: 4,11 méter

## Külső hivatkozások

### Magyar oldalak
- Zarja – Functional Cargo Block